# Museo de las Culturas de Basilea

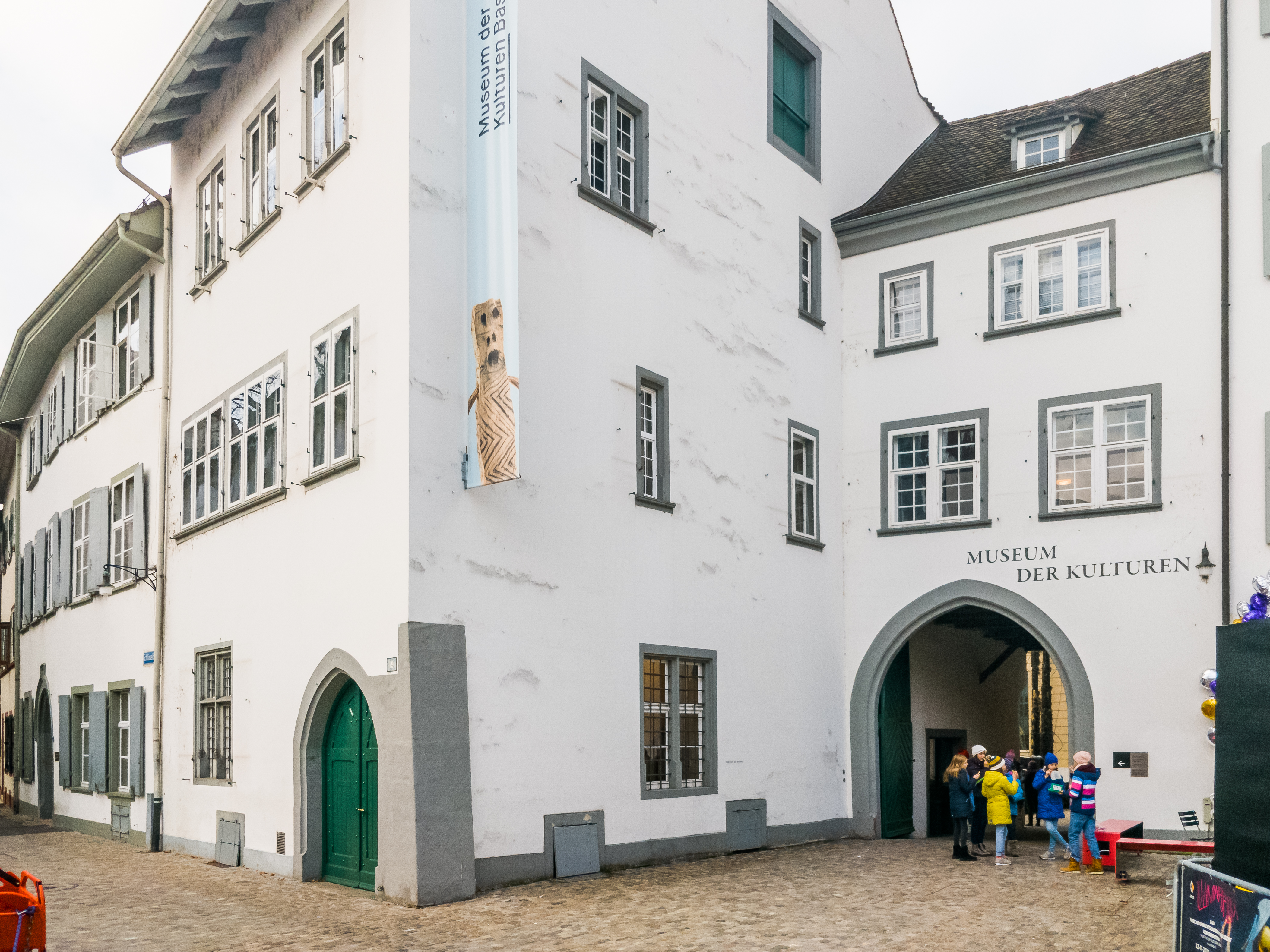
Museo de las Culturas de Basilea.

El Museo de las Culturas de Basilea (en alemán Museum der Kulturen Basel) en Basilea alberga alrededor de 300.000 objetos y otras tantas fotografías históricas, lo que le convierte en el mayor museo etnológico de Suiza y uno de los más grandes de Europa. La colección abarca objetos de Europa, el antiguo Egipto, África, Asia, la América precolombina y Oceanía. Fue inaugurado en 1917 como un museo etnológico convencional y pasó de poner el foco en la transmisión de «culturas extranjeras» a centrarse en el diálogo intercultural, motivo por el cual en 1996 pasó a denominarse «Museo de las Culturas».